# Лутовинов Володимир Васильович
Володимир Васильович Лутовинов (нар. 17 лютого 1944, місто Хмільник Вінницької області) — український радянський діяч, бригадир регулювальників радіоапаратури виробничого об'єднання «Київський радіозавод». Депутат Верховної Ради УРСР 11-го скликання.

## Біографія
Освіта вища. Закінчив Вищу школу профспілкового руху ВЦРПС імені Шверника в Москві.
З 1960 року — столяр Хмільницької меблевої фабрики імені Куйбишева Вінницької області, столяр Носівського міськпобуткомбінату Чернігівської області.
Член КПРС з 1967 року.
З 1970 року — регулювальник радіоапаратури, бригадир регулювальників радіоапаратури виробничого об'єднання «Київський радіозавод».
Потім — на пенсії в місті Києві.

## Нагороди
- ордени
- медалі